# Ganges Mensa
La Ganges Mensa è una struttura geologica della superficie di Marte.